# Heliothis adaucta
Heliothis adaucta is een vlinder uit de familie uilen (Noctuidae). De wetenschappelijke naam is voor het eerst geldig gepubliceerd in 1878 door Butler.
De soort komt voor in Europa.